# Peix besador
El peix o gourami besador (Helostoma temminkii) és una espècie de peix teleosti de l'ordre dels perciformes, l'única de la família Helostomatidae. Els peixos besadors són peixos tropicals d'aigua dolça comuns als països del sud-est asiàtic, on l'ésser humà els ha utilitzat al llarg de la història amb dos finalitats principals: com a aliment i com a peix d'aquari en els darrers anys. Tot i que en l'actualitat hi hagi una gran distribució i exportació d'aquest tipus de peix a països europeus, nord americans, a Austràlia i al Japó, l'espècie és originària de Tailàndia i Indonèsia.

## Etimologia
L'espècie Helostoma temminkii va ésser descrita per primera vegada de la mà de Frédéric Cuvier el 1829. El seu nom comú, "gourami", prové del javanès, llengua que es parla a l'illa de Java, un dels llocs on més comú és aquest peix. Pel que fa al nom del gènere, Helostoma, prové del grec: elos [ungla, arpa] i stoma [boca].

## Morfologia
Com altres tipus de gouramis, el seu cos està fortament comprimit lateralment. Té una aleta dorsal i una d'anal a la part caudal del cos, de manera que ambdues aletes s'emmirallen l'una a l'altra, les seves aletes pectorals són llargues i arrodonides.
El color d'aquesta espècie pot variar entre peixos segons l'àrea i l'hàbitat que habiten però solen repetir dos patrons: poden ser de color verd amb les aletes fosques i línies laterals o rosats i de color blanc ivori amb les aletes transparents. Aquests peixos poden arribar a mesurar 30 cm de llargada tant mascles com femelles, de fet, el dimorfisme sexual en aquesta espècie és gairebé inexistent, de manera que resulta pràcticament impossible distingir entre sexes observant només la seva morfologia general.

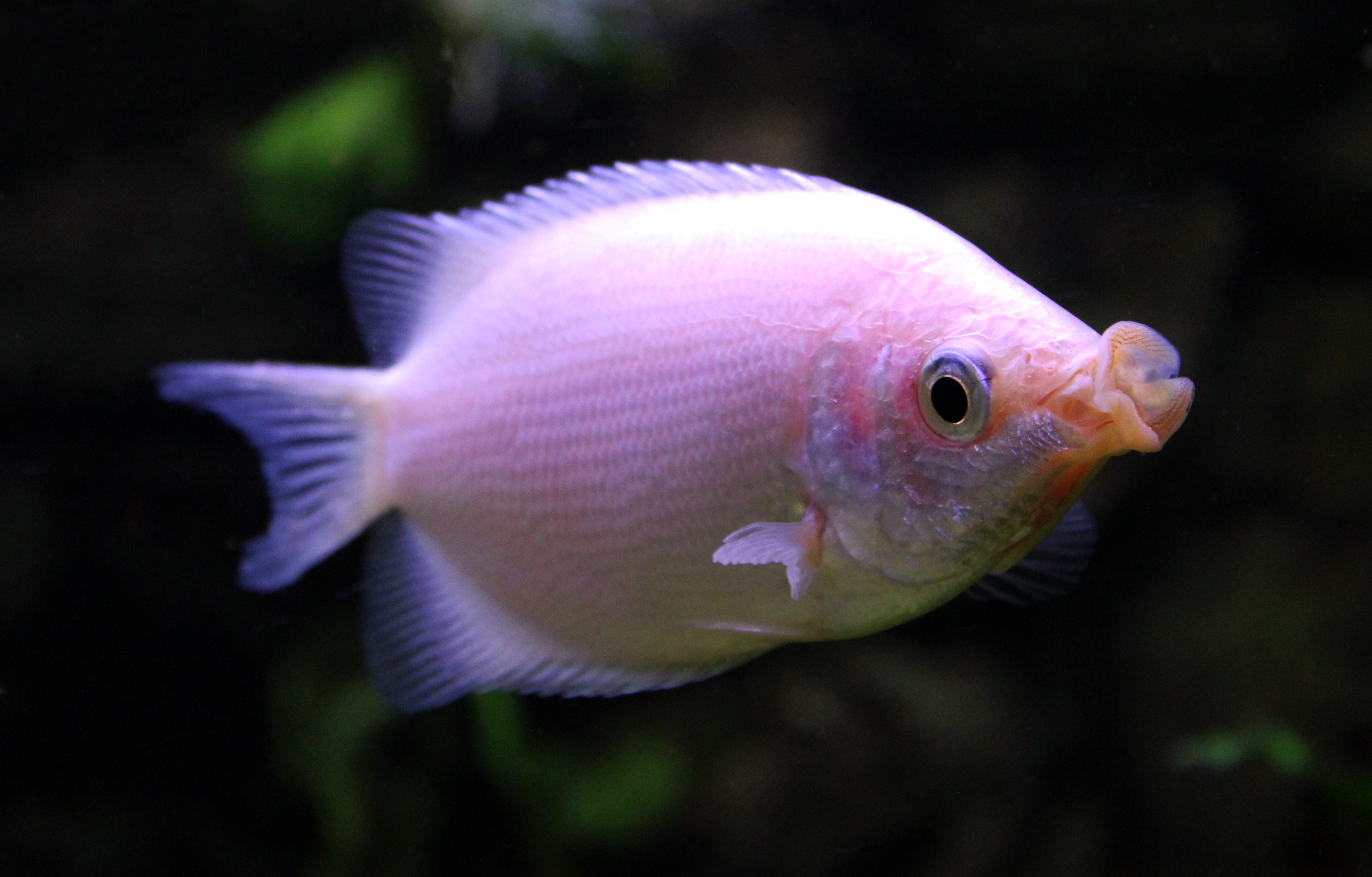
Un exemplar de Helostoma temminkii en un aquari.

La característica més distintiva de Helostoma teminkii és la seva boca: es tracta d'un allargament prominent que sobresurt per davant de les dents. Aquesta forma recorda als llavis humans, i és per aquest motiu que se li ha atribuït el nom de "peix besador". No obstant, la funció específica d'aquests "llavis" segueix essent una incògnita: algunes hipòtesis suggereixen que aquests llavis tenen funció com a arma en la competència entre mascles per establir una jeràrquia i així poder-se reproduir, ja que s'ha vist que alguns mascles ajunten els "llavis" en èpoques prèvies a l'aparellament; mentre que d'altres afirmen que aquesta peculiaritat morfològica facilita l'obtenció d'aliment a través de la capacitat de filtrar i aconseguir aliments de diverses 
superfícies d'on altres espècies sense aquest tipus de boca no són capaces d'obtenir nutrients.

### Mandíbula i articulació intramandibular
És important destacar la particularitat que té aquesta espècie en la seva boca: té una articulació addicional entre la dentició i la resta d'articulacions, coneguda com a articulació intramandibular. Aquest tipus d'articulació és present també en altres espècies de peixos que s'alimenten de nutrients enganxats al substrat. Augmentant l'angle d'obertura de la mandíbula, aquesta articulació permet facilitat l'accés a aquests nutrients. H. temminkii, però, és l'única espècie coneguda que aprofita d'aquesta manera aquesta articulació.
L'articulació intramandibular divideix la mandíbula en dos elements independents de manera que augmenta els graus de llibertat i el nombre potencials de maneres d'aconseguir aliment. Aquesta articulació, tot i que encara s'està estudiant en pronfunditat el seu mecanisme i la seva anatomia, resulta ser una adaptació per Helostoma temminkii i la seva alimentació.

## Hàbitat i comportament
El peix besador és un peix d'aigua dolça que prefereix viure en aigües amb poc moviment i amb abundant vegetació. Així doncs, és comú trobar H. temminkii en àrees propenses a patir inundacions i en les quals el volum d'aigua és canviant com, per exemple, llacs, pantans i aiguamolls (tant d'aigua clara com d'aigua més tèrbola). Per sobreviure, aquesta espècie necessita un pH d'entre 6.0 i 8.0 i una temperatura de 22 a 30 °C.
Per totes aquestes característiques, el peix besador és un bon candidat per habitar aquaris de grans dimensions.

### Reproducció
Helostoma temminkii són ovípars i dioïcs i tenen una fertilització externa. Ponen ous una vegada a l'any a principis de la temporada de pluges, sol donar-se durant els mesos de maig i octubre tot i que el moment varia segons la zona, la temperatura i les condicions de la vegetació. Els adults emigren a través dels rius cap a llacunes poc profundes o cap a boscos inundats per engendrar-los. Una femella inicia l'aparellament i ella i els peixos masculins llencen simultàniament els ous i els espermatozoides cap a l'exterior. Les femelles poden ponen una mitjana d'uns 1000 ous. Els ous son esfèrics i petits en comparació amb altres espècies d'aigua dolça i tenen una gota de petroli per augmentar la flotabilitat. Els ous fertilitzats floten a la superfície i normalment s'uneixen a la vegetació flotant, es converteixen en larves. Els peixos besadors arriben a la maduresa sexual de tres a cinc anys.

### Comportaments intraespecífics
Els peixos besadors presenten un tipus de comportament associat a la seva mandíbula característica: dos individus apropen les seves boques en plans tant mediolaterals com dorsoventrals i les pressionen durant uns segons. Aquest tipus de "petó" ha donat nom a H. temminkii com a gourami o peix besador i s'ha considerat un comportament agressiu intraespecífic també conegut com a "lluita de boques" que es deu a la contracció dels músculs epaxials. Tot i això, no està completament comprovat que sigui un comportament agressiu i s'entén més aviat com una forma ritualitzada d'agressió.
Els H. temminkii són capaços de comunicar-se entre si a causa de la seva complexa oïda interna: té una cambra d'aire que dona a aquests peixos la capacitat de modular la seva audició a través de l'aire que obtenen a través de les brànquies. Els peixos besadors també poden enviar i emetre sons a altres individus de la seva pròpia espècie mitjançant el moviment de les dents.

### Rols en l'ecosistema
Existeixen algunes espècies d'algues que utilitzen els cossos dels peixos besadors com a hàbitat, és a dir, són hostes de H. temminkii. Aquestes comunitats d'algues utilitzen alguns elements del peix tant per dur a terme la fotosíntesi com per aconseguir elements necessaris per la seva síntesi proteica. S'acomoden dins del cos del gourami on semblen petits punts de diversos colors a la pell de l'animal. S'ha vist que els individus que tenen comunitats parasitàries en ells acostumen a estar menys sans que aquells que no els tenen.

## Alimentació
Helostoma teminkii és un peix filtrador microfàgic omnívor, l'alimentació del qual es basa en una gran varietat de fonts d'alimentació, com ara insectes, algues, larves d'altres espècies i altres microorganismes que es troben sobre superfícies submergides. La boca, les dents, les brànquies i sobretot l'articulació intramandibular anteriorment descrita fan d'aquest peix una espècie molt ben adaptada: és capaç de trobar nutrients en llocs on altres espècies no poden com ara superfícies cobertes d'algues.

## Esperança de vida
En captivitat solen viure de 5 a 7 anys encara que en llibertat poden arribar a viure molt més temps.

## Importància per als humans
Helostoma temminkii és una espècie molt comercialitzada als països del sud-est asiàtic. Grans quantitats d'aquests peixos s'exporten al Japó, Austràlia i Amèrica del Nord on seran utilitzats com a peixos d'aquari. Això es deu al seu comportament inofensiu cap als humans, però principalment per la seva curiosa morfologia bucal i pel seu comportament "besador".
En alguns països del sud-est asiàtic els peixos besadors s'utilitzen com a aliment.